# Feriköy Spor Kulübü
Il Feriköy Spor Kulübü è una squadra di calcio turca che ha giocato 9 anni nella massima serie turca.
Il club fu fondato nel 1927 e gioca nella quinta serie turca.

## Partecipazioni a campionati professionistici
- Süper Lig: 1959-1968
- 1. Lig: 1968-1973, 1982–1983
- 2. Lig: 1973-1975, 1984–1994, 1999–2000
- Amatör Lig: 1958-1959, 1975–1982, 1983–1984, 1994–1999, 2000-